# Abandon Ship (Powerman 5000)
Abandon Ship è il decimo album in studio del gruppo musicale statunitense Powerman 5000, pubblicato il 10 maggio 2024 dalla Cleopatra Records.

## Tracce
1. Invisible Man – 3:01
2. 1999 – 3:18
3. Dancing like We're Dead – 3:28
4. Wake Up Take Up Space – 3:15
5. The Company Loves Misery – 2:52
6. Bloodsuckers – 2:57
7. This Is a Life – 2:27
8. GTFO – 3:30
9. Places for People That Scream – 3:36
10. The Last Chapter – 4:44

### Bonus track
1. Bombshell 2024 – 3:17

## Formazione
- Spider One – voce
- Taylor Haycraft – chitarra
- Dan Schiz – chitarra
- Murv Douglas – basso
- DJ Rattan – batteria